# Johann Ferdinand Koulhaas
Johann Ferdinand Koulhaas (Koulhacz) (data urodzenia nieznana, zm. 1808 w Bogucicach) – przedsiębiorca, prekursor wielu dziedzin śląskiego przemysłu, innowator.

## Życiorys
Pochodzenie Koulhaasa nie jest jasne, najczęstsza hipoteza mówi, że jego ojcem był pastor kościoła ewangelickiego w Piasku Carl Wilhelm Koulhaas, z rodu wywodzącego się z Brandenburgii. Według innych źródeł Koulhacz miał być Czechem.
W 1761 roku kupił manufakturę hutniczą w Pyskowicach. Ożenił się wówczas z panią Horzela, która dzierżawiła kuźnice w Paczynie i Ligocie koło Toszka. W latach siedemdziesiątych wydzierżawił w Kaletach, za 1000 dukatów i 60 cetnarów żelaza rocznie, Kuźnicę Kuczowską zbudowaną w 1365 roku na leśnych terenach Lubszy w dolinie rzeki Mała Panew, jedną z najwydajniejszych śląskich kuźnic. W podlegającej pod kuczowską manufakturę fryszerce w Mokrusie prowadził badania nad wykorzystaniem węgla kamiennego do wytopu żelaza.
W 1778 przeprowadził udane próby skoksowania węgla oraz przebudował tradycyjną dymarkę i zastosował w niej skoksowany węgiel, co było innowacyjną technologią wytopu stali. Jako pierwszy na Górnym Śląsku opanował produkcję stali metodą cementowania, uzyskując dziesięcioletnią wyłączną koncesję na produkcję stali nawęglanej. Przy Kuźnicy Kuczowskiej uruchomił fabrykę produkującą pilniki, jakością nie ustępujące austriackim. Rozpoczął produkcję koksu na szeroką skalę. W 1781 roku sprzedał patent i koncesję na swoją technologie wrocławskim przedsiębiorcom, dzięki czemu górnośląska stal zaczęła dorównywać, uważanej wówczas za najlepszą, stali angielskiej.
W 1785 roku zakupił udziały fabryki wyrobów stalowych we wsi Węgry. Jego wiedzę wykorzystano też przy zakładaniu pobliskiego zakładu produkcji stali w Osowcu Śląskim. Założył w pobliżu Kuźnicy Kuczowskiej kolonię hutniczą Stahlhammer przy której wybudował hutę, najprawdopodobniej projektu Johanna Friedricha Weddinga. W pobliżu powstała fabryka noży, łyżeczek, widelców i guzików.
W 1798 roku Koulhaas sprzedał zakłady w Kaletach, aby za uzyskane środki zakupić 23 marca 1799 od Bernharda von Mletzko dobra maciejkowickie (część dzisiejszego Chorzowa) oraz wieś Katowice. W 1801 roku uzyskał nadania i uruchomił pierwszą w Katowicach kopalnię o nazwie „Beata”. Stał się też właścicielem nieczynnej Kuźnicy Boguckiej, którą uruchomił i unowocześnił.
W latach 1780–1781 został pierwszym królem bractwa strzeleckiego, zrzeszającego zamożnych i powszechnie szanowanych obywateli. Współpracował i pomagał hrabiemu Redenowi, w tworzeniu górnośląskiej potęgi gospodarczej. Był doradcą Fryderyka Wielkiego i jego ministrów w tworzeniu śląskiego hutnictwa żelaza i stali. Powoływano go jako rzeczoznawcę w sprawach przemysłu hutniczego. W 1790 roku za zasługi dla przemysłu hutniczego otrzymał tytuł Radcy Komisarycznego.
Koulhaas miał czworo dzieci, trzy córki i jednego syna. Jego zięciem został Johann Friedrich Wedding. Zmarł w 1808 roku w Bogucicach. Został pochowany na nieistniejącym już dzisiaj cmentarzu ewangelickim w Tarnowskich Górach.